# Ban Thường vụ Trung ương Đoàn Thanh niên Cộng sản Hồ Chí Minh
Ban Thường vụ Trung ương Đoàn Thanh niên Cộng sản Hồ Chí Minh (còn được gọi Ban Thường vụ Trung ương Đoàn) là cơ quan thường trực của Ban Chấp hành Trung ương Đoàn giữa hai kỳ họp Ban Chấp hành.
Ban Thường vụ do Ban Chấp hành Trung ương Đoàn bầu trong số ủy viên Trung ương Đoàn, là cơ quan đại diện của Trung ương Đoàn giữa hai kỳ họp.
Ủy viên Ban Thường vụ Trung ương Đoàn thường là các Bí thư Trung ương Đoàn, Trưởng Ban, Văn phòng thuộc cơ quan Trung ương Đoàn, Bí thư các Đoàn trực thuộc và các Bí thư tỉnh, thành Đoàn quan trọng (đóng vai trò là Trưởng các cụm thi đua).

## Chức năng và nhiệm vụ
Ban Thường vụ Trung ương Đoàn có chức năng và nhiệm vụ sau:
- Quyết định phân công công tác các Bí thư Trung ương Đoàn, ủy viên Ban Thường vụ, Ủy viên Trung ương Đoàn.
- Bổ nhiệm, miễn nhiệm, tạm đình chỉ công tác, kỷ luật và luân chuyển công tác với chức danh Trưởng ban, đơn vị khối phong trào thuộc cơ quan Trung ương Đoàn, Chánh văn phòng Trung ương Đoàn, Giám đốc Học viện thanh thiếu niên Việt Nam, Tổng biên tập Báo Tiền phong;
- Giới thiệu nhân sự đại diện của Đoàn ở cấp Trung ương tham gia ứng cử vào các cơ quan lãnh đạo Đảng, Quốc hội
- Quyết định các chủ trương cụ thể nhằm triển khai thực hiện Nghị quyết Đại hội Đoàn toàn quốc và các Nghị quyết của Ban chấp hành Trung ương Đoàn.
- Nghiên cứu đề xuất với Đảng và Nhà nước những chủ trương, cơ chế, chính sách đối với công tác Đoàn và phong trào thanh thiếu nhi.
- Hướng dẫn thực hiện Điều lệ Đoàn; Quyết định quy chế hoạt động của Hội đồng Đội Trung ương; Quy chế thi đua khen thưởng của Đoàn.
- Quyết định thành lập, giải thể các tổ chức Đoàn trực thuộc Trung ương. Hướng dẫn việc tổ chức bộ máy cơ quan các tỉnh, thành Đoàn và Đoàn trực thuộc Trung ương.
- Chỉ đạo chuẩn bị dự thảo Văn kiện và Đề án nhân sự Đại hội Đoàn toàn quốc khóa kế để trình Ban chấp hành Trung ương Đoàn.
- Quyết định triệu tập và chuẩn bị các nội dung Hội nghị Trung ương Đoàn.
- Thay mặt Trung ương làm nòng cốt chính trị trong việc định hướng công tác đoàn kết, tập hợp thanh niên.
- Giới thiệu nhân sự để Hội Liên hiệp Thanh niên Việt Nam, Hội Sinh viên Việt Nam hiệp thương cử giữ các chức danh chủ chốt.

## Chế độ họp
Ban Thường vụ làm việc theo chương trình toàn khóa, họp thường kỳ 3 tháng 1 lần, và bất thường khi cần thiết.
Trong kỳ họp với những vấn đề còn nhiều ý kiến khác nhau phải biểu quyết.

## Tiêu chuẩn Ủy viên Ban Thường vụ Trung ương Đoàn
Nhân sự giới thiệu tham gia Ban Thường vụ Trung ương Đoàn khóa XII đảm bảo tiêu chuẩn của Ủy viên Ban Thường vụ Trung ương Đoàn theo quy định của Quy chế cán bộ Đoàn (ban hành kèm theo Quyết định số 289-QĐ/TW ngày 08/2/2010 của Ban Bí thư Trung ương Đảng) và đảm bảo các tiêu chuẩn, cụ thể như sau:
1. Về chính trị, tư tưởng:
Tuyệt đối trung thành với lợi ích của Đảng, của quốc gia - dân tộc và nhân dân; kiên định chủ nghĩa Mác - Lênin, tư tưởng Hồ Chí Minh, mục tiêu độc lập dân tộc và chủ nghĩa xã hội, đường lối đổi mới của Đảng. Có lập trường, quan điểm, bản lĩnh chính trị vững vàng; kiên quyết bảo vệ nền tảng tư tưởng, cương lĩnh, đường lối của Đảng, Hiến pháp và pháp luật của Nhà nước; đấu tranh phản bác các quan điểm sai trái, thù địch. Có tinh thần yêu nước nồng nàn, sâu sắc; luôn đặt lợi ích của tổ chức Đoàn và đoàn viên lên trên lợi ích của ngành, địa phương, cơ quan và cá nhân. Tuyệt đối chấp hành sự phân công của tổ chức, giữ nghiêm kỷ luật phát ngôn theo đúng nguyên tắc và hoàn thành tốt mọi nhiệm vụ được giao.
2. Về đạo đức, lối sống:
Mẫu mực về phẩm chất đạo đức; sống trung thực, khiêm tốn, chân thành, trong sáng, giản dị; cần, kiệm, liêm chính, chí công vô tư; cần cù, chịu khó, năng động, sáng tạo, dám nghĩ, dám làm, dám chịu trách nhiệm và vì nhân dân, đoàn viên, hội viên, thanh thiếu nhi. Không tham vọng quyền lực, có nhiệt huyết và trách nhiệm cao với công việc; là trung tâm đoàn kết, gương mẫu về mọi mặt. Không cơ hội, vụ lợi; kiên quyết đấu tranh ngăn chặn, đẩy lùi sự suy thoái về tư tưởng chính trị, đạo đức, lối sống, những biểu hiện "tự diễn biến", "tự chuyển hoá" trong nội bộ, tệ quan liêu, tham nhũng, tiêu cực, lãng phí, cửa quyền và lợi ích nhóm; tuyệt đối không trục lợi và cũng không để người thân, người quen lợi dụng chức vụ, quyền hạn của mình để trục lợi. Thực hiện nghiêm các nguyên tắc tổ chức, kỷ luật của Đoàn; thực hiện đúng, đầy đủ quyền hạn, trách nhiệm của mình; kiên quyết đấu tranh với những biểu hiện, việc làm trái với các quy định của Đảng, Nhà nước và của Đoàn.
3. Về trình độ: trình độ chuyên môn từ đại học trở lên, trình độ lý luận chính trị cao cấp.
4. Về năng lực và uy tín: Có phương pháp làm việc khoa học; có năng lực tổng hợp, phân tích và dự báo; khả năng phát hiện những mâu thuẫn, thách thức, thời cơ, thuận lợi, vấn đề mới, khó và những hạn chế, bất cập trong thực tiễn công tác Đoàn và phong trào thanh thiếu nhi; mạnh dạn đề xuất những nhiệm vụ, giải pháp phù hợp, khả thi, hiệu quả để phát huy, thúc đẩy hoặc tháo gỡ khó khăn trong công tác Đoàn và phong trào thanh thiếu nhi. Có năng lực thực tiễn, nắm chắc và hiểu biết cơ bản tình hình thực tế để cụ thể hóa và tổ chức thực hiện có hiệu quả các chủ trương, đường lối của Đảng, chính sách, pháp luật của Nhà nước trong lãnh đạo, chỉ đạo thực hiện công tác Đoàn và phong trào thanh thiếu nhi; có khả năng lãnh đạo, chỉ đạo; gương mẫu, quy tụ và phát huy sức mạnh tổng hợp của tập thể, cá nhân; được cán bộ, đoàn viên, thanh niên tin tưởng, tín nhiệm. Năng động, sáng tạo, cần cù, chịu khó, dám nghĩ, dám làm, dám chịu trách nhiệm; có quyết tâm chính trị cao, hành động quyết liệt, dám đương đầu với khó khăn, thách thức; nói đi đôi với làm; có thành tích nổi trội, có kết quả và "sản phẩm" cụ thể góp phần quan trọng thúc đẩy sự phát triển của ngành, địa phương, cơ quan, đơn vị; gắn bó mật thiết với đoàn viên, thanh thiếu nhi, thường xuyên sâu sát cơ sở.
5. Sức khoẻ, độ tuổi và kinh nghiệm:
- Đủ sức khoẻ để thực hiện nhiệm vụ.
- Giữ chức vụ lần đầu không quá 37 tuổi và giữ chức vụ không quá 42 tuổi; trường hợp đặc biệt có thể cao hơn từ 1 - 2 tuổi.
- Độ tuổi của nhân sự là đại diện cán bộ, đoàn viên lực lượng vũ trang thực hiện theo sự thống nhất giữa Ban Bí thư Trung ương Đoàn và Tổng cục Chính trị Quân đội nhân dân Việt Nam và Cục Công tác Đảng và Công tác Chính trị, Bộ Công an. Có kinh nghiệm thực tiễn về lãnh đạo, quản lý công tác Đoàn và phong trào thanh thiếu nhi.

## Số lượng, cơ cấu

### Số lượng
Số lượng Ủy viên Ban Thường vụ Trung ương Đoàn không quá một phần ba số lượng Ủy viên Ban Chấp hành. Trong nhiệm nhiệm kỳ gần đây, số lượng Ủy viên Ban Thường vụ Trung ương Đoàn thường từ 29-33 người.

### Cơ cấu
Ủy viên Ban Thường vụ Trung ương Đoàn thường được cơ cấu gồm 2 nhóm:
Nhóm thứ nhất: Ủy viên Ban Thường vụ công tác ở cơ quan chuyên trách của Trung ương Đoàn: 17 đồng chí, trong đó:
- Tối đa 07 đồng chí trong Ban Ban Bí thư Trung ương Đoàn, trong đó có: Bí thư Thứ nhất Trung ương Đoàn và tối đa 06 Bí thư Trung ương Đoàn.
- Ủy viên Ban Thường vụ là Trưởng hoặc Phó các ban, Văn phòng thuộc cơ quan Trung ương Đoàn (trong một số thời điểm có Bí thư kiêm Trưởng ban)
- Ban Thanh niên Công nhân và Đô thị
- Ban Thanh niên Nông thôn
- Ban Thanh niên Xung phong
- Ban Đoàn kết tập hợp thanh niên
- Ban Thanh niên Trường học
- Ban Công tác thiếu nhi
- Ban Tổ chức
- Ban Tuyên giáo
- Ban Kiểm tra
- Ban Quốc tế
- Văn phòng

Nhóm thứ hai: Ủy viên Ban Thường vụ là Bí thư Đoàn cấp tỉnh, đại diện các tỉnh, thành Đoàn, các cụm, các khu vực, lĩnh vực và trong lực lượng vũ trang: 16 đồng chí, trong đó:
- Thành đoàn Hà Nội
- Thành đoàn TP. Hồ Chí Minh
- Ban Thanh niên Công an
- Ban Thanh niên Quân đội
- Đoàn Khối Các cơ quan Trung ương
- Đoàn Khối Doanh nghiệp Trung ương
- Cụm các tỉnh Đồng bằng Sông Hồng
- Cụm các tỉnh Trung du Bắc bộ
- Cụm các tỉnh Miền núi Tây Bắc bộ
- Cụm các tỉnh Miền núi Đông Bắc bộ
- Cụm các tỉnh Bắc Trung bộ
- Cụm các tỉnh Duyên hải Nam Trung bộ
- Cụm các tỉnh Tây Nguyên
- Cụm các tỉnh Miền Đông Nam bộ
- Cụm các tỉnh Đồng bằng Sông Tiền
- Cụm các tỉnh Đồng bằng Sông Hậu

## Ban Thường vụ Trung ương Đoàn khóa XII (2022 - 2027)
Tại Hội nghị lần thứ nhất Ban Chấp hành Trung ương Đoàn khóa XII, nhiệm kỳ 2022 - 2027, Ban Chấp hành Trung ương Đoàn đã bầu Ban Thường vụ Trung ương Đoàn khóa XII gồm 33 đồng chí; Ban Bí thư Trung ương Đoàn khóa XII gồm 6 đồng chí. Đồng chí Bùi Quang Huy được tín nhiệm tái đắc cử làm Bí thư thứ nhất Trung ương Đoàn khóa XII.
| TT | Cơ cấu                              | Chức danh | Nhân sự cụ thể        |
| -- | ----------------------------------- | --- | --------------------- |
| 1  | Ban Bí thư Trung ương Đoàn          | Bí thư thứ nhất Trung ương Đoàn | Bùi Quang Huy         |
| 2  | Ban Bí thư Trung ương Đoàn          | Bí thư Trung ương Đoàn kiêm Phó Chủ nhiệm Thường trực Ủy ban Quốc gia về Thanh niên Việt Nam kiêm Trưởng Ban Quốc tế Trung ương Đoàn | Nguyễn Tường Lâm      |
| 3  | Ban Bí thư Trung ương Đoàn          | Bí thư Trung ương Đoàn kiêm Chủ tịch Hội đồng Đội Trung ương                                                                         | Nguyễn Phạm Duy Trang |
| 4  | Ban Bí thư Trung ương Đoàn          | Bí thư Trung ương Đoàn kiêm Chủ tịch Trung ương Hội Sinh viên Việt Nam                                                               | Nguyễn Minh Triết     |
| 5  | Ban Thanh niên Công nhân và Đô thị  | Trưởng Ban Thanh niên Công nhân và Đô thị                                                                                            | Trần Hữu              |
| 6  | Ban Thanh niên Nông thôn            | Trưởng Ban Thanh niên Nông thôn Trung ương Đoàn                                                                                      | Nguyễn Thị Thu Vân    |
| 7  | Ban Thanh niên Xung phong           | Trưởng Ban Thanh niên Xung phong Trung ương Đoàn                                                                                     | Lê Thanh Tú           |
| 8  | Ban Đoàn kết tập hợp thanh niên     | Trưởng Ban Đoàn kết tập hợp thanh niên Trung ương Đoàn                                                                               | Nguyễn Kim Quy        |
| 9  | Ban Thanh niên Trường học           | Trưởng Ban Thanh niên Trường học Trung ương Đoàn                                                                                     | Hồ Thị Hồng Nguyên    |
| 10 | Ban Công tác thiếu nhi              | Trưởng Ban Công tác thiếu nhi | Lê Hải Long           |
| 11 | Ban Tổ chức                         | Trưởng Ban Tổ chức Trung ương Đoàn                                                                                                   | Bùi Minh Tuấn         |
| 12 | Ban Tuyên giáo                      | Trưởng Ban Tuyên giáo Trung ương Đoàn                                                                                                | Nguyễn Thái An        |
| 13 | Ban Kiểm tra                        | Trưởng Ban Kiểm tra Trung ương Đoàn                                                                                                  | Trần Văn Đông         |
| 14 | Văn phòng                           | Chánh Văn phòng Trung ương Đoàn | Nguyễn Quốc Huy       |
| 15 | Thành đoàn Hà Nội                   | Bí thư Thành Đoàn Hà Nội | Chu Hồng Minh         |
| 16 | Thành đoàn TP. Hồ Chí Minh          | Bí thư Thành Đoàn TP. Hồ Chí Minh | Ngô Minh Hải          |
| 17 | Ban Thanh niên Công an Nhân dân     | Trưởng Ban Thanh niên Công an Nhân dân                                                                                               | Đồng Đức Vũ           |
| 18 | Ban Thanh niên Quân đội             | Trưởng Ban Thanh niên Quân Đội | Trần Viết Năng        |
| 19 | Đoàn Khối Các cơ quan Trung ương    | Bí thư Đoàn khối các cơ quan Trung ương                                                                                              | Bùi Hoàng Tùng        |
| 20 | Đoàn Khối Doanh nghiệp Trung ương   | Bí thư Đoàn Khối Doanh nghiệp Trung ương                                                                                             | Hoàng Thị Minh Thu    |
| 21 | Cụm các tỉnh Đồng bằng Sông Hồng    | Bí thư Tỉnh Đoàn Hà Nam | Trần Ngọc Nam         |
| 22 | Cụm các tỉnh Trung du Bắc bộ        | Bí thu Tỉnh Đoàn Bắc Giang | Thân Trung Kiên       |
| 23 | Cụm các tỉnh Miền núi Tây Bắc bộ    | Bí thư Tỉnh Đoàn Sơn La | Cầm Thị Huyền Trang   |
| 24 | Cụm các tỉnh Miền núi Đông Bắc bộ   | Bí thư Tỉnh Đoàn Tuyên Quang | Dương Minh Nguyệt     |
| 25 | Cụm các tỉnh Bắc Trung bộ           | Bí thư Tỉnh Đoàn Nghệ An | Lê Văn Lương          |
| 26 | Cụm các tỉnh Duyên hải Nam Trung bộ | Bí thư Thành Đoàn Đà Nẵng | Nguyễn Mạnh Dũng      |
| 27 | Cụm các tỉnh Tây Nguyên             | Bí thư Tỉnh Đoàn Đắk Lắk | H’Giang Niê           |
| 28 | Cụm các tỉnh Miền Đông Nam bộ       | Bí thư Tỉnh Đoàn Bình Dương | Trần Thị Diễm Trinh   |
| 29 | Cụm các tỉnh Đồng bằng Sông Tiền    | Bí thư Tỉnh Đoàn Đồng Tháp | Huỳnh Minh Thức       |
| 30 | Cụm các tỉnh Đồng bằng Sông Hậu     | Bí thư Thành Đoàn Cần Thơ | Lư Thị Ngọc Anh       |